# Крісті Ямагучі
Крісті Ямагучі  (англ. Kristi Yamaguchi, 12 липня 1971) — американська фігуристка, олімпійська чемпіонка.

## Виступи на Олімпіадах
| Олімпіада       | Дисципліна       | Місце |
| --------------- | ---------------- | ----- |
| Альбервіль 1992 | одиночний розряд | 1     |